# بيت الحداد (مناخة)

تعديل مصدري - تعديل

بيت الحداد هي إحدى قرى عزلة بني خطاب بمديرية مناخة التابعة لمحافظة صنعاء، بلغ تعداد سكانها 102 نسمة حسب تعداد اليمن لعام 2004.